# Ny himmel och ny jord
Ny himmel och ny jord  (koreanska: 신천지) är en eskatologisk rörelse, grundad 14 mars 1984 av den sydkoreanske pastorn Man-Hee Lee. Rörelsen har sitt högkvarter i staden Gwacheon där man hävdar att det nya Jerusalem kommer att etableras vid tidens slut.
Ny himmel och ny jord har 317 320 medlemmar i Sydkorea. Man ser sig själva som den enda sanna kyrkan och Lee anses vara den person som ska leda Guds församling i den yttersta tiden.
Kyrkan är uppdelad i tolv stammar som namngetts efter Israels tolv stammar.
Engelska kyrkan utfärdade i november 2016 varningar till cirka 500 församlingar för rörelsen som man betraktar som en "potentiellt farlig sekt."
Många av de smittade i den sydkoreanska coronavirusepidemin 2020 hade kopplingar till rörelsen.

### Fotnoter
1. ↑  Cha, Sangmi (1 March 2020). ”Murder probe sought for South Korea sect at center of coronavirus outbreak”. Reuters. https://www.reuters.com/article/us-health-coronavirus-southkorea-murder/murder-probe-sought-for-south-korea-sect-at-center-of-coronavirus-outbreak-idUSKBN20P07Q.
2. ↑  Johannes Ottestig (11 december 2016). ”Alphakyrka varnas för "vilseledande sekt"”. Dagen. http://www.dagen.se/alpha-kyrka-varnas-for-vilseledande-sekt-1.900634. Läst 17 december 2016.
3. ↑  Många nya virusfall i Sydkorea Aftonbladet, 23 februari 2020